# Закон про видачу земельних наділів
Закон про видачу земельних наділів (яп. 班田収授法, はんでんしゅうじゅほう, ханден сюдзю-хо) — закон у стародавній японській «правовій державі» VIII–X століть, періоду Нара і Хей'ан, який визначав порядок поділу земель державного фонду між працездатним населенням Японії, а також правила їх використання. Упорядкований за зразком китайського Закону про рівнопілля (均田法) династії Тан. Проголошений 646 року Імператорським указом про реформи Тайка. Набув чинності з 690 року у зв'язку з прийняттям Кодексу Кійоміхара. Згадується у Кодексах Тайхо і Йоро. Діяв із незначними поправками до початку X століття.

## Короткі відомості
За даними Кодексу Йоро, Закон передбачав видачу земельних наділів, переважно рисових заливних полів, що перебували у власності держави, усім чоловікам і жінкам Японії, які досягли 6-річного віку. Наділ передавався родині, до якої була приписана особа, і повертався державі після смерті цієї особи. Розмір наділу різнився залежно від статі і статусу: чоловік групи «доброго люду» отримував 2 тани, жінка цієї ж групи — 1 тан 120 бу, чоловік групи «підлого люду» — 240 бу, а жінка цієї ж групи — 160 бу. Через брак земель у державному фонді реальні розміри наділів були меншими. Видача нових і повернення старих наділів здійснювалися через кожні 6 років, що було прив'язано до системи сімейних реєстрів косекі, які оновлювалися кожні 6 років. Особи, котрі отримували наділ, повинні були сплачувати державі земельний податок у розмірі 3–5 % врожаю: 2 зв'язки і 2 пучка з 1 тану. Продаж земельних наділів і видача їх під заставу заборонялися, проте дозволялася здача в оренду. Орендна плата становила 20 % врожаю.
Виконання Закону було ускладнене постійним скороченням земель державного фонду через ріст населення Японії. У 743 році уряд прийняв «Закон про довічну приватизацію цілини», яким визнавав існування не-державної власності на цілинні землі в обмін на податки. Пришвидшена приватизація цілини аристократами, монастирями та святилищами сприяла формуванню приватного землеволодіння сьоенів та переходу частини общинників з державних наділів до приватних. Це спричинило поступове запустіння земель державного фонду і занепад «правової держави». У результаті наприкінці IX століття Закон про видачу земельних наділів втратив актуальність і був скасований у X столітті.